# Соколов, Иван Иванович (зоолог)
Ива́н Ива́нович Соколо́в (1885—1972) — русский и советский зоолог.

## Биография
Родился 21 марта (2 апреля) 1885 года в семье потомственного почётного гражданина, Ивана Климентьевича Соколова.
Окончил с золотой медалью гимназию Петершуле в 1904 году и поступил на естественное отделение физико-математического факультета Петербургского университета. Занимался в зоотомическом кабинете у профессора В. Т. Шевякова. В 1909 году в течение 2-х месяцев И. И. Соколов работал на Неаполитанской зоологической станции, где он изучал размножение одного из видов Ctenodrilus — живородящей полихеты.
Соколов окончил курс университета в 1909 году с дипломом I степени, представив работу «Этюды по сперматогенезу у Diplopoda. I. Сперматогенез у Polyxenus» и был оставлен для подготовки к профессорскому званию. Ещё в 1906 году он провёл один семестр в Гейдельбергском университете, где слушал лекции О. Бючли, и по окончании курса в Петербурге опять один семестр учился и работал в Гейдельберге у Бючли. Летний сезон 1911 года он провёл на русской зоологической станции Виллафранка.
Весной 1914 года И. И. Соколов вместе с В. А. Догелем совершил длительное путешествие в Восточную Африку (Кения, Уганда), где ими были собраны обширные зоологические коллекции и рабочие материалы по паразитологии термитов, копытных, а также по эмбриологии многоножек.
В 1918 году он защитил магистерскую диссертацию «Этюды по сперматогенезу у диплопод». На основании собственных исследований Соколов начал читать в Петербургском университете оригинальный курс «Цитологические основы размножения и наследственность» (1919) — началась его 45-летняя научно-преподавательская деятельность в Петербургском-Петроградском-Ленинградском университете. Увлечение цитологией и генетикой послужило причиной перехода И. И. Соколов на только что образованную в Петроградском университете Ю. А. Филипченко кафедру генетики и экспериментальной зоологии, где Соколов проработал до начала войны. Там в 1938 году он стал профессором.
Параллельно с университетом И. И. Соколов работал в Гидрологическом институте (1920—1935), в Педагогическом институте (1919—1922), на Павловской экскурсионной станции (1919—1924) и в Петергофском естественно-научном институте (1922—1931).
В марте 1942 года, после первой блокадной зимы И. И. Соколов был эвакуирован вместе с университетом в Саратов, откуда вернулся в Ленинград в 1944 году. В это время он исполнял обязанности заведующего кафедрой генетики и экспериментальной зоологии.
После августовской сессии ВАСХНИЛ 1948 года Соколов перешел на кафедру эмбриологии. С этой кафедры, пользуясь снисходительным отношением заведующего Б. П. Токина, ему удалось прочесть студентам курс цитологии с основами запрещенной тогда генетики. Его лекции кончались словами «это взгляды буржуазных ученых, но на самом деле…» и скороговоркой об «открытиях» Т. Д. Лысенко и О. Б. Лепешинской. Студентки шепотом говорили друг дружке: «А ведь наш Иван Иванович морганист!»
В 1955 году подписал «Письмо трёхсот», ставшее впоследствии причиной отставки Т. Д. Лысенко с поста президента ВАСХНИЛ.
В том же 1955 году Соколов был приглашён профессором Д. Н. Насоновым в лабораторию цитологии Зоологического института АН СССР. На базе этой лаборатории через 2 года был образован Институт цитологии АН СССР, где Соколов возглавил лабораторию морфологии клетки и проработал почти 17 лет — до последнего дня своей жизни. Умер в 1972 году.

## Избранные публикации
- Соколов И. И. Hydracarina Петроградской губернии. / Домрачев П. Ф. (ред.) Hidracarina. — Petrograd: Petrograd Institute of Agronomy, 1922.
- Sokolow I. I. Zur Frage der Spermatophorenbefruchtung beider Wanderheuschrecken (Locusta migratoria L.) Das Weibchen // Zeit. wiss. Zool. 1926. 127: P. 608—618.
- Соколов И. И. Hydracarina. / Жадин В. И. (ред.) Жизнь пресных вод СССР. — M.-Л.: изд. АН СССР, 1940, С. 277—300.
- Соколов И. И. Hydracarina — водяные клещи. Ч. 1. Hydrachnellae // Фауна СССР. Паукообразные. — М.—Л.: Издательство АН СССР, 1940. — Т. 5, вып. 2. — 512 с. — (Новая серия № 20).
- Соколов И. И. Водяные клещи. Ч. 2. Halacarae // Фауна СССР. Паукообразные. — М.—Л.: Издательство АН СССР, 1952. — Т. 5, вып. 5. — 202 с. — (Новая серия № 53).
- Соколов И. И. Копытные звери. (Отряды Perissodactyla и Artiodactyla) // Фауна СССР. Млекопитающие. — М.—Л.: Издательство АН СССР, 1959. — 640 с. — (Новая серия № 71).
- Соколов И. И. Дневник экспедиции в Кению и Уганду в 1914 году / Под общ. ред. А. К. Дондуа; Санкт-Петербургский государственный университет. Санкт-Петербургское общество естествоиспытателей. — СПб.: Изд-во СПбГУ, 1999. — 264 с. — 500 экз. — ISBN 5-288-02010-8. (Впервые: Научные результаты зоологической экспедиции проф. В. А. Догеля и И. И. Соколова в Британскую восточную Африку и Уганду в 1914 году. — Петроград, 1916)

## Рекомендуемая литература
- Письма А. О. Ковалевского к И. И. Мечникову. — М.: Изд-во Академии наук СССР, 1955